# Fresno de la Ribera
Fresno de la Ribera é um município da Espanha na província de Zamora, comunidade autónoma de Castela e Leão, de área 13,22 km² com população de 393 habitantes (2007) e densidade populacional de 32,26 hab/km².

## Demografia
| Variação demográfica do município entre 1991 e 2004 | Variação demográfica do município entre 1991 e 2004 | Variação demográfica do município entre 1991 e 2004 | Variação demográfica do município entre 1991 e 2004 |
| --------------------------------------------------- | --------------------------------------------------- | --------------------------------------------------- | --------------------------------------------------- |
| 1991                                                | 1996                                                | 2001                                                | 2004                                                |
| 441                                                 | 430                                                 | 421                                                 | 420                                                 |